# Ali Safa-Sonboli
Ali Safa-Sonboli (in persiano على صفا سنبلى ‎; Qaemshahr, 20 novembre 1932 – 2002) è stato un sollevatore iraniano medagliato mondiale e campione asiatico nel 1957, che ha gareggiato nelle categorie dei pesi gallo e pesi piuma.

## Carriera
Vinse due medaglie d'argento ai campionati mondiali di Teheran nel 1957 (e l'oro ai campionati asiatici nella stessa manifestazione) nella categoria dei pesi gallo e ai Giochi asiatici di Tokyo nel 1958 nella categoria dei pesi piuma, nonché una medaglia di bronzo ai campionati mondiali di Stoccolma nel 1958. Partecipò ai Giochi olimpici di Roma nel 1960, nella categoria dei pesi piuma, dove non completò la gara allo strappo.
Dopo il ritiro dell'attività agonistica fu arbitro di sollevamento pesi a livello internazionale.